# Abdera (España)
Para la polis griega, véase Abdera (Tracia).
Para el actual municipio español, véase Adra.
Abdera fue una antigua ciudad portuaria fundada por los fenicios en la costa sur de España, entre Malaka (la actual Málaga) y Cartago Nova (la actual Cartagena), en el distrito habitado por los bastetanos. Se localizaba en la actual Adra, en la provincia de Almería. A día de hoy se mantiene ese nombre para referirse a sus habitantes, siendo su gentilicio el de abderitanos y abderitanas.

## Historia
Fue un importante centro de comercio Ibérico, de fundación fenicia, que después de un periodo de declive se convirtió bajo el poder de los romanos en una de las ciudades más importantes de la provincia de la Bética. Abdera se ubicaba en el Cerro de Montecristo, sobre la actual Adra.
Durante su apogeo como ciudad romana, Abdera fue conocida por su exportación de gárum a todo el imperio.
Las monedas más antiguas de la ciudad tienen la inscripción púnica ABDRʾT (𐤀𐤁𐤃𐤓𐤀𐤕) con la cabeza de Melkart y un atún. También se acuñaron monedas de cuño propio con el modelo iconográfico de Melkart en las colonias fenicias de Gadir, Sexs y Baria. Las monedas de Tiberio muestran el templo principal de la ciudad con dos atunes en vertical en forma de columnas. Una colección de monedas de Abdera, tanto de la cuño propio de época púnica como de Tiberio se encuentran depositadas en el Museo Arqueológico Nacional y en el Museo Arqueológico de Granada. En el Museo de Almería hay un ejemplar de un alabastrón, hallado en el Cerro de Montecristo, relacionado con la necrópolis de Abdera.
Hay estudios que identifican que a principios del siglo IV a. C. se fundaron nuevos asentamientos en el entorno de Abdera como consecuencia de la ampliación de las áreas de cultivo en relación con el crecimiento del núcleo urbano, como puede ser el caso de la explotación agrícola de Ciavieja. Se integra en el mundo romano en torno al 207 a. C., cuando se convierte en una ciudad estipendiaria del conventus gaditanus y con Vespasiano adquiere la condición de municipio latino (municipium). Su declive se produce en el siglo III d. C. cuando es destruida por los godos durante las invasiones germánicas de la península ibérica, que la reconstruyeron después.
Durante los siglos XIX y XX en Altos de Montecristo se realizaron labores de aterrazamiento del terrerno y otras labores agrícolas que afectaron negativamente a los restos arqueológicos. Los primeros trabajos sobre el yacimiento arqueológico de Abdera tuvieron lugar en los años 70 y 80 del siglo XX. Queda entonces acreditado el poblamiento ininterrumpido de Abdera desde el siglo VII al  siglo IV a. C.., con hallazgos del trazado urbano, con calles y plazas, viviendas, así como de la muralla púnica de Abdera hecha de bloques de piedra caliza sobre una capa de mortero y grava. La muralla es de tipología y época similar a la de Malaka. En el S.II, aproximadamente, se desmonta la muralla púnica y se localizan restos de piletas para la salazón de pescado de factura romana.
En 2008 un técnico del Ayuntamiento El Ejido realiza el hallazgo del recinto amurallado Altos de Reveque en el paraje La Sierrecilla, en el término municipal de Dalías. Situado sobre una colina, probablemente con fines de control visual del tráfico marítimo. Reveque ya fue citado como lugar donde se encontraba un boliche, lugar para la función de mineral de plomo, por el Diccionario Geográfico Estadístico de Pascual Madoz. Se encuentra datado en el siglo VI a. C.. época en que las ciudades fenicias occidentales ya están plenamente consolidadas. La muralla sigue le mismo sistema de construcción que la muralla púnica de Abdera y se han encontrado restos cerámicos similares a los de Abdera y Baria (Villaricos), así como hallazgos relacionados con la explotación del mineral de plomo argentífero, abundante en la sierra de Gádor.